# Черкасская, Зоя
Зо́я Черка́сски-Ннади́, ранее Черка́сская (англ. Zoya Cherkassky-Nnadi, ивр. זויה צ'רקסקי‎; р. 1976) — израильская художница. Считается эпатажной авангардистской художницей, склонной к гротеску и чёрному юмору.
Её стиль называют[кто?] новой версией соцреализма.

## Биография
Родилась и выросла в Киеве. В 15-летнем возрасте, за две недели до падения СССР, переехала в Израиль. Вспоминала, что "в детстве фанатела по Бидструпу и Ленгрену... И советские карикатуры мне тоже нравились".
В Киеве училась в художественной школе им. Шевченко (вспоминала: "Обучение было очень серьезное, академическая школа по всем правилам"). В Тель-Авиве окончила школу искусств «Тельма Елин» и колледж «Бейт-Берл».
Несколько лет провела в Берлине, где познакомилась с московским художником Авдеем Тер-Оганяном. Там она нашла свой художественный стиль, что привело её к созданию группы «Новый Барбизон». Выставляется в музеях Израиля. Свой стиль называет «социальным реализмом». Сама она высказывалась, что её картины "реалистичны, потому что отображают конкретные жизненные ситуации в конкретном месте и в конкретное время".
Наибольшую известность ей принесли серии картин на темы советского прошлого и алии. Журналист Алла Борисова называла Черкасскую-Ннади "любимой художницей постсоветской алии" - "всегда на грани эпатажа, всегда с ноткой ностальгии, и узнавания, и очень критическим и юмористическим взглядом на происходящее".
Её супруг Санни - выходец из Нигерии.

## Собрания с работами
- Еврейский музей в Нью-Йорке
- Еврейский музей в Берлине
- Еврейский музей в Вене[англ.]
- Израильский музей в Иерусалиме
- Тель-Авивский музей изобразительных искусств

## Призы и награды
- 1999 — приз министерства образования и культуры Израиля молодому художнику
- 1999 — приз Steinman молодому скульптору, музей Герцелии[7]
- 2004 — Избранный художник (IcExcellence)
- 2014 — Министерство культуры и спорта, приз поощрения творчества

## Цитаты
- Мне тоже казалось когда-то, что за пределами СССР – общество с неограниченными возможностями, но сейчас, уже после 20 лет жизни здесь, могу сказать, что это миф.
- В воображении западного человека это (советское - прим.) искусство выглядит так – «Черный квадрат» Малевича, потом 70 лет пустоты… а потом постсоветская ирония Кабакова. На самом деле за 70 лет советского искусства произошло очень много…